# Бранко Гавела (позоришни редитељ)
Бранко Гавела (Загреб, 28. јул 1885 — Загреб, 8. април 1962) био је југословенски позоришни редитељ, преводилац и позоришни критичар.

## Биографија
Матурирао је у Класичној гимназији у Загребу 1903. године.
Филозофију, германистику и славистику студирао је у Бечу. У Бечу је и докторирао 1908. године. Од 1909. године био је запослен у загребачкој Универзитетској библиотеци.
Он је писао позоришне критике у дневнику Аграмер Тагблатт, а 1914. године први пута режирао је у ХНК.
Управљао је драмом ХНК и постављао своје најбоље представе, те реализовао бројна дела опернога репертоара. Залагао се за сценско извођење хрватске драмске баштине.
Режирао је у годинама након Другога свјетскога рата у Братислави, Острави и Љубљани, а од 1949. године поновно је у свом родном граду, а 1950. године преустројио је загребачку Земаљску глумачку школу у Академију за казалишну умјетност (данас АДУ).
Године 1953. покренуо је утемељење Загребачког драмског казалишта (данас Градско драмско казалиште Гавелла).
Режирао је око 270 драмских, оперних и оперетних дела. Превео је око 30 комада са француског, енглеског, словачког.
Обављао је функцију ректора Академије драмске уметности у Загребу.
Био је редовни члан ЈАЗУ од 1961. године у одељењу за филологију.
Бавио се суђењем фудбалских утакмица.
Сахрањен је на загребачком гробљу Мирогој.
Његова кћерка позната је хрватска списатељица Ивана Батушић, унук академик и театролог Никола Батушић а унука професорка француског Ивон Врховац.

## Награде
- Стеријина награда за режију
- Награда Владимир Назор[5]

## Дела
- Хрватско глумиште: анализа настајања његова стила, Зора, Загреб, 1953. (Графички завод Хрватске, Загреб, 1982)
- Глумац и казалиште, Стеријино позорје, Нови Сад, 1967. (на слов. језику Игралец ин гледалишће, Љубљана, 1968)
- Књижевност и казалиште, Матица хрватска, Загреб, 1970.
- Есеји, студије, критике / Алберт Халер, Миховил Комбол, Бранко Гавелла, Љубомир Мараковић, (прир. Никола Батушић и Дубравко Јелчић), Пет стољећа хрватске књижевности, књ. 86, Зора-Матица хрватска, Загреб, 1971.
- Драма и театр, Москва, 1976.
- Теорија глуме, (прир. Никола Батушић и Марин Блажевић), Центар за драмску умјетност, Загреб, 2005.
- Двоструко лице говора, (прир. Сибила Петлевски), Центар за драмску умјетност, Загреб, 2005.

## Театрографија
- Заузеће тврђаве, 23.07.1919, Београд, Народно позориште[6]
- Заузеће тврђаве, 22.09.1923, Нови Сад, Народно позориште[6]
- Поноћ, 15.03.1924, Београд, Народно позориште[6]
- Флорентински шешир, 16.01.1925, Нови Сад, Српско народно позориште[6]
- Фигарова женидба, 12.05.1926, Београд, Народно позориште[6]
- Лоенгрин, 24.06.1926, Београд, Народно позориште[6]
- Пировање, 23.09.1926, Београд, Народно позориште[6]
- Укроћена горопад, 17.12.1926, Београд, Народно позориште[6]
- Карлова тетка, 14.05.1927, Београд, Народно позориште[6]
- Магбет, 26.05.1927, Београд, Народно позориште[6]
- Хенрих IV, 22.09.1927, Београд, Народно позориште[6]
- Џаз - банд, 12.10.1927, Београд, Народно позориште[6]
- Догорели кров, 16.12.1927, Београд, Народно позориште[6]
- Сирано од Бержерак, 07.02.1928, Београд, Народно позориште[6]
- У Бечком Новом Месту, 30.04.1928, Београд, Народно позориште[6]
- У агонији, 16.06.1928, Београд, Народно позориште[6]
- Зелени фрак, 27.06.1928, Београд, Народно позориште[6]
- Хасанагиница, 13.10.1928, Београд, Народно позориште[6]
- Добри војник Швејк, 04.11.1928, Нови Сад, Српско народно позориште[6]
- Добри војник Швејк, 24.11.1928, Нови Сад, Новосадско-осјечко позориште[6]
- Родољупци, 08.03.1929, Београд, Народно позориште[6]
- Дубровачка трилогија, 27.04.1929, Београд, Народно позориште[6]
- Господа Глембајеви, 11.05.1929, Београд, Народно позориште[6]
- Зелени фрак, 25.05.1929, Нови Сад, Новосадско-осјечко позориште[6]
- Кнез од Зете, 01.06.1929, Београд, Народно позориште[6]
- Добри војник Швејк, 21.09.1929, Београд, Народно позориште[6]
- Трипут венчани, 12.12.1929, Београд, Народно позориште[6]
- Родољупци, 12.03.1930, Нови Сад, Новосадско-осјечко позориште[6]
- На три краља, 29.03.1930, Нови Сад, Новосадско-осјечко позориште[6]
- Леда, 30.04.1930, Нови Сад, Новосадско-осјечко позориште[6]
- Топаз, 31.05.1930, Нови Сад, Новосадско-осјечко позориште[6]
- На крају пута, 18.10.1930, Нови Сад, Новосадско-осјечко позориште[6]
- Бекство, 16.09.1931, Нови Сад, Новосадско-осјечко позориште[6]
- Ништа без мушке главе, 06.10.1931, Нови Сад, Новосадско-осјечко позориште[6]
- Дубровачка трилогија, 07.11.1931, Нови Сад, Новосадско-осјечко позориште[6]
- Зелени фрак, 15.09.1936, Нови Сад, Народно позориште Дунавске бановине[6]
- Људи на санти, 13.03.1937, Нови Сад, Народно позориште Дунавске бановине[6]
- Људи на санти, 09.10.1937, Нови Сад, Српско народно позориште[6]
- Хамлет, 27.11.1937, Нови Сад, Народно позориште Дунавске бановине[6]
- Богојављенска ноћ, 31.01.1939, Нови Сад, Народно позориште Дунавске бановине[6]
- Пећ, 13.06.1939, Нови Сад, Народно позориште Дунавске бановине[6]
- Богојављенска ноћ, 27.12.1939, Београд, Народно позориште[6]
- Хенри IV, 11.12.1952, Београд, Народно позориште[6]
- Хенри IV, 15.12.1952, Београд, Народно позориште[6]
- Хованшчина, 10.02.1955, Београд, Народно позориште[6]
- Кнез Игор, 04.04.1955, Београд, Народно позориште[6]
- Кир Јања, 28.03.1956, Београд, Народно позориште[6]
- Дубровачка трилогија, 24.01.1958, Београд, Југословенско драмско позориште[6]
- Ифигенија на Тауриди, 27.01.1960, Београд, Југословенско драмско позориште[6]